# Guinée aux Jeux olympiques d'été de 1992
La Guinée a participé aux Jeux olympiques d'été de 1992 à Barcelone, en Espagne.

## Résultats par événement

### Athlétisme
100 m hommes
- Soryba Diakité

- - Heat — 11.10 (→ n'a pas avancé)

400 m haies hommes
- Amadou Sy Savane

- - Heat — 54,26 (→ n'a pas avancé, pas de classement)

800 m hommes
- Mohamed Malal Sy Savane

- - Heat — 1:51.80 NR (→ n'a pas avancé)

1500 m hommes
- Mohamed Malal Sy Savane

- - Heat — 3:51.96 NR (→ n'a pas avancé)

Saut en longueur hommes
- Soryba Diakité

- - Qualification — n'a pas terminé (→ n'a pas avancé)